# Allmänfarliga brott
Allmänfarliga brott är brott som till sin natur innebär fara för allmänheten, det vill säga de riskerar flera personers hälsa eller säkerhet. De allmänfarliga brotten är en kategori brott i Brottsbalken (13 kap).
De allmänfarliga brotten skiljer sig från skadegörelse av egendom genom sitt omfång och genom att de kan orsaka allmän fara. Fokus för brottskategorin är faran, inte graden skadegörelse, samt förövarens uppsåt att orsaka denna fara - för några av brotten räcker dock oaktsamhet. Detta innebär att också handlingar mot den egna egendomen kan utdömas som allmänfarliga brott, om handlingarna kan leda till allmän fara. Detta till skillnad mot att förstöra den egna egendomen, vilket inte är skadegörelse. Detta gäller särskilt att bränna ner sin egen egendom, om vilket allt sedan medeltidslagarna funnits bestämmelser på grund av allmänfaran.
Begreppet allmänfarligt brott är ett förhållandevis nytt rättsbegrepp (många andra rättsbegrepp påträffas i den romerska rätten). I den svenska Brottsbalken inräknas mordbrand, allmänfarlig ödeläggelse, sabotage, att kapa allmänt flygplan, buss, tåg, fartyg med mera, sjö- eller luftfartssabotage, allmänfarlig vårdslöshet,  spridande av gift eller smitta (jämför narkotikabrott och Smittskyddslagen), förgöring, samt vårdslöshet eller underlåtenhet att avvärja allmänfara. 